# ورزشکاران قدرتی

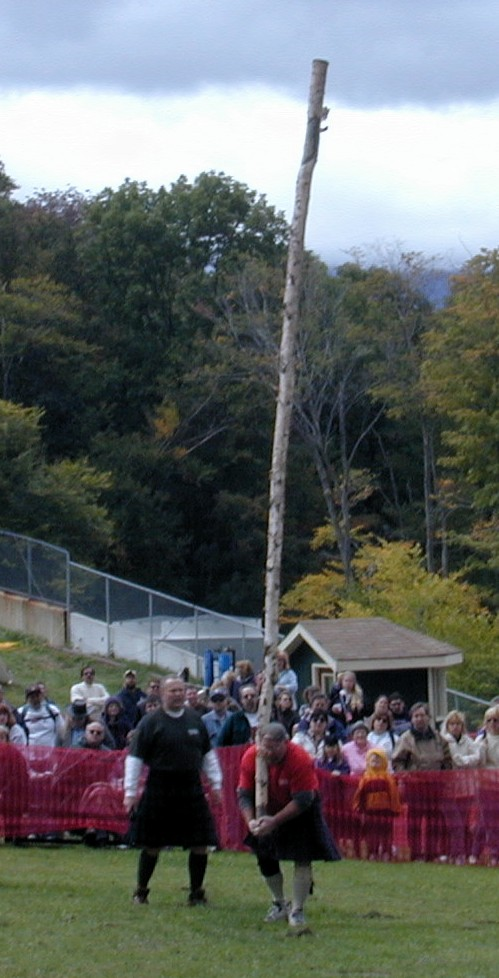
پرتاب کابر توسط استیون لابرک در بازی‌های هایلند نیوهمپشایر در سال ۲۰۰۰

ورزشکاران قدرتی، همچنین به عنوان مسابقات قویترین مردان شناخته می‌شود، ورزشی است که قدرت ورزشکاران را به روش‌های مختلف غیر سنتی آزمایش می‌کند. برخی از رشته‌ها مشابه رشته‌های پاورلیفتینگ می‌دانند و برخی از پاورلیفترها نیز با موفقیت دراین مسابقات قدرتی شرکت کرده‌اند. با این حال، رویدادهای ورزشکاران قدرتی استقامت بدنی را تا حدی آزمایش می‌کنند که در پاورلیفتینگ یا سایر ورزش‌های مبتنی بر قدرت، مانند حمل یخچال، چرخاندن لاستیک‌های کامیون، و کشیدن وسایل نقلیه با طناب یافت نمی‌شود. رقابت‌هایی که برای آزمایش قدرت شرکت‌کنندگان طراحی شده‌اند، سابقه ثبت‌شده قبل از آن را دارند. اولین دوره برگزاری این مسابقات در کشور اسکاتلند بوده‌است.

## تاریخچه
مسابقات ورزشکاران قدرتی در زمان‌های گذشته نیز بوده‌است. اعتقاد بر این بود که اولین المپیک (دو، پرتاب، پریدن) در سال ۷۷۶ قبل از میلاد برگزار شد. در بسیاری از تمدن‌ها سوابقی از شاهکارهای قدرتی وجود دارد که توسط قهرمانان بزرگ، شاید اسطوره‌هایی، مانند هراکلس، جالوت، آورم استورولفسون و میلو انجام شده‌است.
مسابقاتی که رویدادهای قویترین مردان مدرن از آنها الگوبرداری شده‌است، گردهمایی‌های هایلند اسکاتلند، در حدود سال ۱۸۲۰ توسط سر والتر اسکات رسمیت یافت. در سال ۱۸۴۸، ملکه ویکتوریا در بازی‌های هایلند برانمار شرکت کرد.
در قرن‌های ۱۸ و ۱۹، مردان قوی در سیرک به انجام حرکاتی از جمله خم کردن میله‌های آهنی، شکستن زنجیرهای آهنی که به دور سینه‌شان بسته شده بود و بلند کردن اجسام سنگین می‌پرداختند ورزشکاران قدرتمند مشهور این دوره عبارتند از: توماس توپهام، یوگن سندو، لوئیس سیر، توماس اینچ، آرتور ساکسون، آنگوس مک اسکیل و الکساندر زاس.